# Sultanat d'Ahmednagar
El sultanat d'Ahmednagar fou un estat musulmà de l'Índia que va existir amb capital a Ahmednagar entre el 1490 i el 1636 quan fou annexionat per l'Imperi Mogol. Es va formar per la descomposició del sultanat bahmànida i fou regit per la Dinastia Nizamxàhida.
A la caiguda final del sultanat bahmànida, Ahmad Nizam Shah I, un oficial bahmànida, es va declarar independent vers 1490 i va fundar Ahmednagar al lloc de l'antiga Bhingar, on va fixar la seva residència; va establir un nou sultanat i la capital Ahmednagar (que va rebre el nom d'ell mateix) li va donar nom. El 1509 el va succeir el seu fill Burhan Nizam Shah, i la ciutat va prosperar fins a la derrota patida davant Ibrahim Adil Shah de Bijapur el 1546. Burhan Nizam Shah va morir el 1553, i el va succeir el seu fill Husayn Nizam Shah altre cop derrotat pel sobirà de Bijapur el 1562. Husayn més tard fou aliat de Bijapur, Golkonda i Bidar contra Raja Ram de Vijayanagar, al que van derrotar el gener del 1565 i el van fer presoner sent executat a Talikot. Murtaza Shah (1565 - 1588) fou anomenat Divana (el Boig) per la seva conducta extravagant, fou assassinat a Ahmednagar pel seu fill Miran Husain Nizam Shah (1588). Fins aquí es pot considerar que el sultanat y la dinastia es van consolidar i van mantenir un poder important, però després va seguir un període de lluites internes.
Miran Husain fou deposat i executat al cap de deu mesos i el va succeir el seu nebot Ismail Nizam Shah, que fou sultà durant dos anys fins que fou deposat pel seu propi pare que va pujar al tron d'Ahmednagar amb el nom de Burhan Nizam Shah II. Va morir el 1594 i el va succeir el seu fill Ibrahim Nizam, que al cap de 4 mesos va morir en batalla contra les forces de Bijapur (1595); un suposat parent, Ahmad Shah II, va pujar al tron, però quan es va saber que no era membre de la dinastia, fou expulsat d'Ahmednagar (1596) i proclamat Bahadur Shah, un nen fill d'Ibrahim Nizam Shah, sota influència de la seva parenta, la princesa Chand Bibi (filla d'Husayn Nizam Shah I, vídua d'Ali Adil Shah, rei de Bijapur i germana de Murtaza Nizam Shah d'Ahmednagar). Quan la ciutat fou assetjada pels mogols dirigits per Murad (+ maig de 1599), fill d'Akbar el Gran, va dirigir la defensa i els va poder rebutjar (març de 1596). El 1599, els mongols van ocupar Burhanpur al Berar, i el príncep Danyal Mirza (+ abril de 1604), fill d'Akbar amb l'exèrcit mogol, va conquerir finalment Ahmednagar (agost de 1600).
Prínceps vassalls sense poder van poder restar a la ciutat. Primer Murtaza Nizam Shah II i el 1610 Burhan Nizam Shah III, ambdós sota supervisió del cap de l'exèrcit Malik Anbar. Aquest va jugar hàbilment i va aconseguir estendre els dominis efectius nizamshàhides aliant-se bé amb caps hindús que després van dirigir als marathes; nous mètodes de guerra es van establir i mercès a ells Malik Anbar va poder derrotar els mogols. Això i les discòrdies a la cort mongola van fer impossible el domini imperial al sultanat que de fet va quedar en mans de Malik. Aquest va fer una gran reforma agrària en la línia de la feta per Todar Mall sota Akbar. El 1616 els mogols van assetjar Ahmednagar novament.
Malik Anbar va morir el maig de 1626 amb 80 anys i el va succeir el seu fill Fath Khan. L'octubre de 1626 Parwis, hereu del tron mogol encarregat de les tropes que havien d'envair el Dècan, va morir i al cap d'un any va morir Jahangir. El seu únic fill viu, Shah Jahan, el va succeir. El 1630 Shah Jahan va anar a Burhanpur per intentar altre cop dominar el Dècan. Burhan III va fer empresonar a Fath Khan (no obstant aquest no era tan efectiu com el seu pare) i això i la fam que va assolar al país (1630-1632) va facilitar la tasca a l'emperador mogol. El juny de 1631 l'esposa de Shah Jahan va morir a Burhanpur i l'emperador va tornar al nord per supervisar la construcció del mausoleu anomenat Taj Mahal. Burhan III va alliberar a Fath Khan però aquest va enderrocar al sultà i el va empresonar posant al tron a Husayn Nizam Shah III. El 1632 va enviar a Husayn III a Agra a demanar ajut a l'emperador per mantenir-se al tron. El setembre de 1633 Fath Khan va cedir les seves possessions i Husayn III fou empresonat i les faccions van continuar lluitant. Shahji Bhonsle va intentar posar al tron a Murtaza Nizam Shah III, però no ho va aconseguir. El 1636 Shah Jahan aliat al sultà adilshàhida (amb el qual va acordar repartir-se Ahmednagar) va ocupar el sultanat. Shiraji Bhonsle, fou ancestre de Sivaji.

## Llista de sultans d'Ahmednagar (nizamxàhides)
1. Ahmad Nizam Shah I 1490-1509
2. Burhan Nizam Shah I 1509-1553
3. Husayn Nizam Shah I 1553-1565
4. Murtaza Nizam Shah I 1565-1588
5. Miran Husain (Husayn Nizam Shah II) 1588-1589
6. Ismail Nizam Shah 1589-1591
7. Burhan Nizam Shah II 1591-1595
8. Ibrahim Nizam Shah 1595-1596
9. Ahmad Nizam Shah II 1596
10. Bahadur Nizam Shah 1596-1600
11. Murtaza Nizam Shah II 1600-1610
12. Burhan Nizam Shah III 1610-1631
13. Husayn Nizam Shah III 1631-1636